# Golden Globe 1953
La 10ª edizione della cerimonia di premiazione dei Golden Globe si è tenuta il 26 febbraio 1953 all'Ambassador Hotel di Los Angeles, California.

## Premi per il cinema
Vengono di seguito indicati in grassetto i vincitori. Ove ricorrente e disponibile, viene indicato il titolo in lingua italiana e quello in lingua originale tra parentesi.

### Miglior film drammatico
- Il più grande spettacolo del mondo (The Greatest Show on Earth), regia di Cecil B. DeMille
- Mezzogiorno di fuoco (High Noon), regia di Fred Zinnemann
- La spia (The Thief), regia di Russell Rouse
- Tempo felice (The Happy Time), regia di Richard Fleischer
- Torna, piccola Sheba (Come Back, Little Sheba), regia di Daniel Mann

### Miglior film commedia o musicale
- La dominatrice del destino (With a Song in My Heart), regia di Walter Lang
- Cantando sotto la pioggia (Singin' in the Rain), regia di Stanley Donen e Gene Kelly
- Il favoloso Andersen (Hans Christian Andersen), regia di Charles Vidor
- I'll See You in My Dreams (I'll See You in My Dreams), regia di Michael Curtiz
- Squilli di primavera (Stars and Stripes Forever), regia di Henry Koster

### Miglior film promotore di Amicizia Internazionale
- Tutto può accadere (Anything Can Happen), regia di George Seaton
- Destinazione Budapest (Assignment: Paris), regia di Robert Parrish
- Ivanhoe (Ivanhoe), regia di Richard Thorpe

### Miglior regista
- Cecil B. DeMille – Il più grande spettacolo del mondo (The Greatest Show on Earth)
- Richard Fleischer – Tempo felice (The Happy Time)
- John Ford – Un uomo tranquillo (The Quiet Man)

### Miglior attore in un film drammatico
- Gary Cooper – Mezzogiorno di fuoco (High Noon)
- Charles Boyer – Tempo felice (The Happy Time)
- Ray Milland – La spia (The Thief)

### Miglior attrice in un film drammatico
- Shirley Booth – Torna, piccola Sheba (Come Back, Little Sheba)
- Joan Crawford – So che mi ucciderai (Sudden Fear)
- Olivia de Havilland – Mia cugina Rachele (My Cousin Rachel)

### Miglior attore in un film commedia o musicale
- Donald O'Connor – Cantando sotto la pioggia (Singin' in the Rain)
- Danny Kaye – Il favoloso Andersen (Hans Christian Andersen)
- Clifton Webb – Squilli di primavera (Stars and Stripes Forever)

### Migliore attrice in un film commedia o musicale
- Susan Hayward – La dominatrice del destino (With a Song in My Heart)
- Katharine Hepburn – Lui e lei (Pat and Mike)
- Ginger Rogers – Il magnifico scherzo (Monkey Business)

### Miglior attore non protagonista
- Millard Mitchell – I miei sei forzati (My Six Convicts)
- Kurt Kasznar – Tempo felice (The Happy Time)
- Gilbert Roland – Il bruto e la bella (The Bad and the Beautiful)

### Migliore attrice non protagonista
- Katy Jurado – Mezzogiorno di fuoco (High Noon)
- Mildred Dunnock – Viva Zapata! (Viva Zapata!)
- Gloria Grahame – Il bruto e la bella (The Bad and the Beautiful)

### Migliore attore debuttante
- Richard Burton – Mia cugina Rachele (My Cousin Rachel)
- Aldo Ray – Lui e lei (Pat and Mike)
- Robert Wagner – Squilli di primavera (Stars and Stripes Forever)

### Migliore attrice debuttante
- Colette Marchand – Moulin Rouge (Moulin Rouge)
- Rita Gam – La spia (The Thief)
- Katy Jurado – Mezzogiorno di fuoco (High Noon)

### Migliore sceneggiatura
- Michael Wilson – Operazione Cicero (Five Fingers)
- Carl Foreman – Mezzogiorno di fuoco (High Noon)
- Clarence Greene e Russell Rouse – La spia (The Thief)

### Migliore fotografia

#### Bianco e nero
- Floyd Crosby – Mezzogiorno di fuoco (High Noon)
- Sam Leavitt – La spia (The Thief)
- Hal Mohr – Letto matrimoniale (The Four Poster)

#### Colore
- George Barnes e J. Peverell Marley – Il più grande spettacolo del mondo (The Greatest Show on Earth)

### Migliore colonna sonora originale
- Dimitri Tiomkin – Mezzogiorno di fuoco (High Noon)
- Miklós Rózsa – Ivanhoe (Ivanhoe)
- Victor Young – Un uomo tranquillo (The Quiet Man)

## Premi onorari
- Golden Globe alla carriera: Walt Disney
- Golden Globe Speciale:
  - Brandon De Wilde – Il membro del matrimonio (The Member of the Wedding) come miglior giovane attore
  - Francis Teller – Navajo (Navajo) come miglior giovane attore
- Henrietta Award
  - Il miglior attore del mondo: John Wayne
  - La miglior attrice del mondo: Susan Hayward